# Melissa Hickman Barlow
Melissa Hickman Barlow ist eine US-amerikanische Strafrechtlerin und Kriminologin, die an der Fayetteville State University forscht und lehrt. 2011/12 amtierte sie als Präsidentin der Academy of Criminal Justice Sciences (ACJS).

## Werdegang und Wirken
Barlow wuchs in Columbia (South Carolina) auf, wo sie 1979 an der University of South Carolina einen Bachelor-Abschluss in Strafjustiz machte. Danach arbeitete sie im Justizvollzug in Fort Worth. Nach einem Jahr kehrte sie an die University of South Carolina zurück, 1982 machte sie dort das Master-Examen. Dann wechselte sie an die Florida State University, wo sie 1991 zur Ph.D. für Kriminologie promoviert wurde. Danach wurde sie
1992 Assistant Professor an der University of Wisconsin–Green Bay und 1995 an der University of Wisconsin–Milwaukee (UWM), wo sie 1997 Associate Professor wurde. Seit 2003 ist sie an der FSU, seit 2005 als Full Professor.
Ihre Forschungs- und Publikationsschwerpunkte sind die Geschichte und politische Ökonomie der Verbrechensbekämpfungspolitik, Verbrechen und Justiz in den Medien und Fragen der Ethnie und Klasse in der Strafjustiz.